# 텔레톤 (칠레)

칠레 텔레톤의 로고

텔레톤(스페인어: Teletón)은 1978년부터 12월에 하는 행사로 거의 매년 하며 칠레의 대형 텔레비전 네트워크가 27시간동안 하는 행사이다. 이 행사의 취지는 발달장애(뇌성마비로 널리 알려짐)를 겪고 있는 아이들을 위해 기금을 모아서 아동재활기관(Instituto de Rehabilitación Infantil)에 보내는 것이다. 대부분의 TV와 라디오 방송국에서 '텔레톤'을 방영한다. 텔레톤을 시작한 이래로 2억 8천 6백만 US달러가 넘는 돈을 모았으며 아프리카의 도시들, 이끼께, 안토파가스타, 코낌보, 산티아고, 탈카, 콘셉시온, 테무코 & 푸에르토 몬트에 10개의 재활센터가 설립되었다. 갈라마, 코이아케, 코피아포, 발디비아에는 4개의 새로운 센터를 세운다는 프로젝트가 실행되고 있다.
이 연례행사동안에 칠레 및 세계적인 스타가 참가한다. 방송 진행자는 칠레의 유명한 방송인인 돈 프란시스코이다. 텔레톤은 칠레 국민을 하나로 모으는 역할을 한다.
| 년도 | 날짜                  | 슬로건                                                                        | 대표 어린이                               | 목표               | 실제 달성액4      | ±%     | US$           |
| ---- | --------------------- | ----------------------------------------------------------------------------- | ----------------------------------------- | ------------------ | ----------------- | ------ | ------------- |
| 1978 | 12월 8일 & 12월 9일   | 기적을 이루어냅시다(Logremos el milagro)                                      | 하네 헤르모시야(Jane Hermosilla)          | CL$30,790,000      | CL$84,361,838     | 173,99 | US$5,421,619  |
| 1979 | 11월 30일 & 12월 1일  | 놀라움을 재현합시다( Repitamos lo increíble)                                  | 발레리아 아리아스(Valeria Arias)          | CL$84 361 838      | CL$138,728,450    | 64,44  | US$6,464,132  |
| 1980 | 12월 5일 & 12월 6일   | 희망을 위한 설립(De pie la esperanza)                                         | 호세 모랄레스(José Morales)               | CL$138,728,450     | CL$176,420,628    | 27,17  | US$ 6,245,644 |
| 1981 | 12월 11일 & 12월 12일 | 같이, 모든것이 가능합니다(Juntos, todo es posible)                            | 아나 마리아 코르테스(Ana María Cortés)    | CL$176,420,628     | CL$202,436,220    | 14,75  | US$6,451,607  |
| 1982 | 12월 10일 & 12월 11일 | 마지막 발걸음이 무엇보다 중요합니다(El último paso, el más importante)        | 프란시스코 무뇨스(Francisco Muñoz)        | CL$202,436,220     | CL$263,402,022    | 30,12  | US$6,997,535  |
| 1985 | 12월 6일 & 12월 7일   | 모두의 기적(El milagro de todos)                                              | 빅토르 무뇨스(Víctor Muñoz)               | CL$263,402,022     | CL$368,495,845    | 39,90  | US$5,118,424  |
| 1987 | 12월 4일 & 12월 5일   | 삶에서의 믿음(Para creer en la vida)                                          | 빅토르 토레스(Víctor Torres)              | CL$368,495,845     | CL$502,293,311    | 36,31  | US$4,849,540  |
| 1988 | 12월 2일 & 12월 3일   | 모두의 과제입니다(Es tarea de todos)                                          | 로드리고 카세레스(Rodrigo Cáceres)        | CL$502,293,311     | CL$711,712,019    | 41,69  | US$6,193,670  |
| 1990 | 12월 7일 & 12월 8일   | 아무도 넘어지지않아요(Nadie puede faltar)                                     | 다니엘라 무뇨스(Daniela Muñoz)            | CL$711,712,019     | CL$1,153,291,010  | 62,04  | US$6,404,372  |
| 1991 | 11월 29일 & 11월 30일 | 여러분에게 고마워요(Gracias a usted)                                          | 앙헬라 카스트로(Ángela Castro)            | CL$1,153,291,010   | CL$1,803,923,485  | 56,42  | US$8,501,810  |
| 1992 | 11월 27일 & 11월 28일 | 해야 할 일이 산재해있어요(Hay tanto por hacer)                                | 니콜라스 산체스(Nicolás Sánchez)          | CL$1,803,923,485   | CL$2,874,230,697  | 59,33  | US$11,882,333 |
| 1994 | 12월 2일 & 12월 3일   | 칠레의 약속(El compromiso de Chile)                                           | 로레토 만자네로(Loreto Manzanero)         | CL$2,874,230,697   | CL$3,640,286,169  | 26,65  | US$12,333,809 |
| 1995 | 12월 1일 & 12월 2일   | 우리의 훌륭한 일(Nuestra gran obra)                                           | 마르셀 카세레스(Marcel Cáceres)           | CL$6,277,027,832   | CL$5,534,774,829  | -11,82 | US$17,332,596 |
| 1996 | 12월 6일 & 12월 7일   | 앞을 향한 또다른 발걸음(Otro paso adelante)                                   | 니콜레 누녜스(Nicole Núñez)               | CL$5,534,774,829   | CL$5,692,426,301  | 2,85   | US$16,730,177 |
| 1998 | 12월 4일 & 12월 5일   | 우리 모두 반복해요(Todos contamos)                                            | 스칼렛 바리엔토스(Scarlett Barrientos)    | CL$5,692,426,301   | CL$6,029,912,577  | 5,93   | US$15,990,236 |
| 2000 | 12월 1일 & 12월 2일   | 칠레인들을 위한 도전(Un desafío para los chilenos)                            | 이그나시오 소토(Ignacio Soto)             | CL$6,029,912,577   | CL$6,772,445,028  | 12,31  | US$16,727,665 |
| 2002 | 11월 29일 & 11월 30일 | 텔레톤은 여러분의 것입니다(La Teletón es tuya)                                | 킴벌리 크루스(Kimberly Cruz)              | CL$10,000,000,000  | CL$10,532,480,521 | 5,32   | US$24,513,946 |
| 2003 | 11월 21일 & 11월 22일 | 텔레톤은 여러분의 것입니다(La Teletón es tuya)                                | 카밀로 발베르데(Camilo Valverde)          | CL$10,532,480,521  | CL$10,600,000,000 | 0,64   | US$24,438,268 |
| 2004 | 12월 3일 & 12월 4일   | 그들은 당신에게 달려 있어요.(Ellos dependen de ti)                            | 카탈리나 파이야미야(Catalina Paillamilla) | CL$10,600,000,000  | CL$11,403,914,256 | 7,58   | US$25,655,022 |
| 2006 | 12월 1일 & 12월 2일   | 모두의 마음으로(Con todo el corazón)                                          | 켈리 로드리게스(Kelly Rodríguez)          | CL$11,403,914,256  | CL$11,804,425,008 | 3,51   | US$25,094,611 |
| 2007 | 11월 30일 & 12월 1일  | 당신은 한발작씩 가고 있습니다(En cada paso estás Tú)                          | 마티아스 칼데론(Matías Calderón)          | CL$11,804,425,008  | CL$13,255,231,970 | 12,29  | US$26,228,248 |
| 2008 | 11월 28일 & 11월 29일 | 여러분에게 감사합니다, 우리는 아직 갈 수 있어요(Gracias a ti, podemos seguir) | 카탈리나 아란다(Catalina Aranda)          | CL$13,255,231,970  | CL$16,589,850,127 | 25,16  | US$32,826,487 |
| 2010 | 12월 3일 & 12월 4일   | 칠레, 한 마음(Chile, un solo corazón)                                         | Cristóbal Galleguillos                    | CL$16,589,850,127  | CL$18,890,559,347 | 13,87  | US$39,437,493 |
| 2011 | 12월 2일 & 12월 3일   | 마음의 힘 (Con la fuerza del corazón)                                         | Isidora Guzman                            | CL$18,890,559,347  | CL$21,735,065,277 | 15,06  | US$36,661,679 |
| 2012 | 11월 30일 & 12월 1일  | 순수한 마음 (Puro corazón)                                                    | Sebastián Montalván                       | CL$21,735,065,277  | CL$25,445,520,245 | 17,07  | US$46,364,995 |
| 2014 | 11월 28일 & 11월 29일 | 우리는 모두 (Somos todos)                                                     | Matias Torres                             | CL$25,445,520,245  | CL$28,176,895,804 | 10,73  | US$47,407,120 |
| 2015 | 11월 27일 & 11월 28일 | 우리 모두 그것을해라 (La hacemos todos)                                       | Antonella Alcantará                       | CL$28,176,895,804  | CL$30,601,978,621 | 8,61   | US$46,830,283 |
| 2016 | 12월 2일 & 12월 3일   | 칠레의 포옹 (El Abrazo de Chile)                                              | Vicente Jopia                             | CL$30,601,978,621  | CL$32,040,179,848 | 4,7    | US$47,483,816 |
| 2017 | 12월 1일 & 12월 2일   | 모두의 환영 (El Abrazo de Todos)                                              | Amylee Olivia                             | CL$32,040,179,848  | CL$32,522,991,111 |        | US$           |
| 2018 | 11월 30일 & 12월 1일  | 모든 사람의 선물 (El Regalo de Todos)                                         | Florencia Catalán                         | CL$32,522,991,111  | CL$32,851,438,341 |        |               |
| 2020 | 4월 3일 & 4월 4일     | 매일 / 당신을 동반합니다 (Todos los días/Te Acompaña)                         | Bastián Pinto                             | 목표 없음          | CL$34,703,593,204 |        |               |
| 2021 | 12월 3일 & 12월 4일   | 매일 (Todos los días)                                                         | Ian Vega y Renata Ulloa                   | CL$34,703,593,204  | CL$35,248,655,075 |        | US$           |
| 2022 | 11월 4일 & 11월 5일   | 매일 (Todos los días)                                                         | Maithe Ilabaca                            | CL$35,248,655,075  | CL$37,327,475,057 |        | US$           |
| 2023 | 11월 10일 & 11월 11일 | 매일 (Todos los días)                                                         |                                           | CL$37,327,475,057  | CL$38,044,459,976 |        | US$           |
| 2024 | 11월 8일 & 11월 9일   | 함께, 매일 (Juntos, Todos los días)                                           |                                           | CL$38,044,4459,976 | CL$40,502,617,970 |        | US$           |

## 같이 보기
- 칠레가 칠레를 도웁시다 -- 2010년 칠레 지진에 따른 2010년 텔레톤